# Karl Otto von Salisch
Karl Otto Moritz Feodor Georg von Salisch (* 28. November 1902 in Glogau; † 31. Januar 1945 in Danzig) war ein deutscher Polizeibeamter und SS-Standartenführer.

## Leben
Er entstammte dem alten schlesischen Adelsgeschlecht von Salisch und war der Sohn des preußischen Oberstleutnants Georg von Salisch (1871–1937) und dessen Ehefrau Marie, geborene von Strantz (1874–1963). Salisch heiratete am 30. August 1933 in Berlin Gerda Mewes (1913–2000). Das Ehepaar hatte zwei Kinder.
Seit April 1936 trug er den Offiziersdienstgrad SS-Hauptsturmführer, ab November 1938 SS-Sturmbannführer, im SD-Hauptamt unter Heydrich. Von 1942 bis 1945 amtierte Salisch als Polizeipräsident von Bromberg. In der Abteilung VI A (Allgemeine auslandsnachrichtendienstliche Aufgaben) des Amtes VI (SD-Ausland) des Reichssicherheitshauptamtes war er Beauftragter III (Ost) für die SD-Abschnitte Danzig, Königsberg, Allenstein, Tilsit, Thorn, Posen, Hohensalza, Litzmannstadt, Breslau, Liegnitz, Oppeln, Kattowitz, Troppau und das Generalgouvernement.
Nachdem Salisch sich im Januar aus seinem Befehlsbereich vor den anrückenden sowjetischen Truppen zurückgezogen hatte, wurde er auf Befehl Heinrich Himmlers oder aufgrund eines Urteils von Steinacher (?), das Himmler bestätigte, am 31. Januar 1945 im Hof der Danziger Gestapo von einem Erschießungspeloton, das dem Befehl von Kriminalsekretär Reinhold Bruchardt unterstand, wegen „Feigheit“ erschossen.
Salisch hatte die NSDAP-Mitgliedsnummer 4.303.047 und die SS-Nummer 276.287.